# Only When I Lose Myself
Only When I Lose Myself – singel zespołu Depeche Mode. Ta piosenka jest jedynym singlem z albumu The Singles 86–98.

## Wydany w krajach
- Argentyna (CD)
- Australia (CD)
- Benelux (CD)
- Brazylia (CD)
- Czechy (CD)
- Kanada (CD)
- Francja (CD)
- Hiszpania (CD)
- Hongkong (CD)
- Niemcy (12", CD)
- Meksyk (CD)
- Skandynawia (CD)
- Turcja (MC)
- Unia Europejska (CD)
- USA (2x12", CD, CD-R)
- Wielka Brytania (12", CD, CD-R, DAT)
- Włochy (12")

## Informacje
- Nagrano w 1998 roku
- Produkcja: Tim Simenon
- Teksty i muzyka: Martin Lee Gore

## Twórcy
- David Gahan – wokale główne
- Martin Gore – gitara, chórki
- Andrew Fletcher – syntezator, zarządzanie, chórki
- Kerry Hopwood – syntezator, automat perkusyjny
- Dave Clayton – syntezator
- Christian Eigner – perkusja
- Stephen Hilton – syntezator, programowanie syntezatorów
- Richard Niles - zarządca instrumentów smyczkowych

## WydaniaMute
- 12 BONG 29 wydany kiedy
  1. Only When I Lose Myself (Subsonic Legacy Remix) – 7:00
  2. Only When I Lose Myself (Dan the Automator Remix) – 4:55
  3. Headstar (Luke Slater Remix) – 5:47

- L12 BONG 29 wydany kiedy
  1. Only When I Lose Myself (Gus Gus Long Play Mix)
  2. Painkiller (Kill the Pain Mix – DJ Shadow vs Depeche Mode)
  3. Surrender (Catalan FC Out of Reach Mix)

- P12 BONG 29 wydany kiedy
  1. Only When I Lose Myself (Dan the Automator Remix)
  2. Only When I Lose Myself (Subsonic Legacy Remix)
  3. Painkiller (Kill the Pain Mix – DJ Shadow vs Depeche Mode)
  4. Headstar

- PL12 BONG 29 wydany kiedy
  1. Headstar (Luke Slater Remix)
  2. Surrender (Catalan FC Out of Reach Mix)
  3. Only When I Lose Myself (Gus Gus Long Play Mix)

- CD BONG 29 wydany 5 września 1998
  1. Only When I Lose Myself - 4:35
  2. Surrender - 6:19
  3. Headstar - 4:23

- CD BONG 29 wydany kiedy
  1. Only When I Lose Myself - 4:33

- LCD BONG 29 wydany 5 września 1998
  1. Only When I Lose Myself (Subsonic Legacy Remix) – 7:00
  2. Only When I Lose Myself (Dan the Automator Remix) – 4:57
  3. Headstar (Luke Slater Remix) – 5:47

- LCD BONG 29 wydany 5 października 1998
  1. Only When I Lose Myself (Gus Gus Long Play Mix) – 11:21
  2. Painkiller (Kill the Pain Mix – DJ Shadow vs Depeche Mode) – 6:34
  3. Surrender (Catalan FC Out of Reach Mix) – 6:55
  4. Only When I Lose Myself (Gus Gus Short Play Mix) – 5:06
  5. World in My Eyes (Safar Mix) – 8:30

- RCD BONG 29 wydany kiedy
  1. Only When I Lose Myself (Radio Version) – 3:55
  2. Only When I Lose Myself - 4:33

- CD BONG 29X wydany kiedy
  1. Only When I Lose Myself - 4:33
  2. Surrender - 6:19
  3. Headstar - 4:23
  4. Only When I Lose Myself (Subsonic Legacy Remix) – 7:00
  5. Only When I Lose Myself (Dan the Automator Remix) – 4:55
  6. Headstar (Luke Slater Remix) – 5:47
  7. Only When I Lose Myself (Gus Gus Long Play Mix) – 11:21
  8. Painkiller (Kill the Pain Mix – DJ Shadow vs Depeche Mode) – 6:34
  9. Surrender (Catalan FC Out of Reach Mix) – 6:55
  10. Only When I Lose Myself (Gus Gus Short Play Mix) – 5:06
  11. World in My Eyes (Safar Mix) – 8:30

- bez numeru katalogowego wydany kiedy (format: DAT)
  1. Only When I Lose Myself (Dan the Automator Remix) – 4:55
  2. Headstar (Luke Slater Remix) – 5:47
  3. Only When I Lose Myself (Gus Gus Short Play Mix) – 4:58
  4. Only When I Lose Myself (Gus Gus Long Play Mix) – 11:20
  5. Surrender (Catalan FC Out of Reach Mix) – 7:00
  6. Only When I Lose Myself (Subsonic Legacy Remix) – 7:03